# Ribeira do Amparo
Ribeira do Amparo – miasto i gmina w Brazylii, w stanie Bahia. Znajduje się w mezoregionie Nordeste Baiano i mikroregionie Ribeira do Pombal.